# Erna Frins
Erna Martha Frins Pereira (sinh ngày 31 tháng 12 năm 1960) là một nhà vật lý học người Uruguay. Cô là giáo sư và nhà nghiên cứu tại Đại học Cộng hòa. Cô từng là chủ tịch của Hiệp hội Vật lý Uruguay từ năm 2007 đến 2011. Năm 2012, cô đã giành được giải thưởng quốc gia L'Oréal-UNESCOvề tổ chức khoa học quốc gia dành cho phụ nữ về khoa học môi trường.

## Nghề nghiệp
Từ năm 1979 đến 1986, Frins học ngành hóa học và vật lý tại Đại học Cộng hòa. Năm 1992, cô lấy bằng thạc sĩ vật lý tại Đại học Kỹ thuật Berlin, Đức, với luận án về các tính chất của laser điều chỉnh trạng thái rắn. Năm 1992, cô gia nhập Viện Vật lý của Faculty of Engineering (University of the Republic) Đại học Cộng hòa. Năm 1998, Frins hoàn thành bằng tiến sĩ khoa học với chuyên ngành vật lý tại Đại học Goethe Frankfurt, từ nghiên cứu ứng dụng trong quang học của các giai đoạn tôpô.
Bắt đầu từ năm 1999, Frins điều phối một nhóm nghiên cứu tập trung vào phát triển các phương pháp quang học để theo dõi bầu khí quyển từ xa tại Viện Vật lý, Nhóm Quang học Ứng dụng của Đại học Cộng hòa. Frins là Phó giáo sư cấp 4 tại Khoa Kỹ thuật của Đại học Cộng hòa và là nhà nghiên cứu cấp 4 của Programa de Desarrollo de las Ciencias Básicas  (PEDECIBA). Từ năm 2004, Frins là thành viên tích cực của Hệ thống các nhà nghiên cứu quốc gia của Uruguay.